# Física das nuvens
Física das nuvens é o estudo dos processos físicos que levam à formação, crescimento e precipitação das nuvens atmosféricas. Esses aerossóis são encontrados na troposfera, estratosfera e mesosfera, que juntas compõem a maior parte da homosfera. As nuvens consistem em microscópicas gotículas de água líquida (nuvens quentes), pequenos cristais de gelo (nuvens frias) ou ambos (nuvens de fase mista), juntamente com partículas microscópicas de poeira, fumaça ou outras substâncias, conhecidas como núcleos de condensação.
As gotículas das nuvens se formam inicialmente pela condensação de vapor de água sobre núcleos de condensação quando a supersaturação do ar excede um valor crítico, de acordo com a teoria de Köhler. Os núcleos de condensação de nuvens são necessários para a formação das gotículas devido ao efeito Kelvin, que descreve a mudança na pressão de saturação do vapor em função de uma superfície curva. Em pequenos raios, a supersaturação necessária para a condensação ocorrer é tão grande que não acontece naturalmente. A lei de Raoult descreve como a pressão de vapor depende da quantidade de soluto em uma solução. Em altas concentrações, quando as gotículas são pequenas, a supersaturação necessária é menor do que sem a presença de um núcleo.
Em nuvens quentes, gotículas maiores caem com uma velocidade terminal mais alta, pois, em uma determinada velocidade, a força de arrasto por unidade de peso das gotículas menores é maior do que nas maiores. As gotículas grandes podem colidir com as pequenas e se combinar, formando gotas ainda maiores. Quando as gotas se tornam grandes o suficiente para que sua velocidade descendente (relativa ao ar ao redor) seja maior que a velocidade ascendente (relativa ao solo) do ar ao redor, as gotas podem cair como precipitação. A colisão e coalescência não são tão importantes em nuvens de fase mista, onde o processo de Bergeron predomina. Outros processos importantes que formam a precipitação incluem a concreção (riming), quando uma gota super-resfriada colide com um floco de neve sólido, e a agregação, quando dois flocos de neve sólidos colidem e se combinam.
A mecânica precisa de como uma nuvem se forma e cresce não é completamente compreendida, mas os cientistas desenvolveram teorias explicando a estrutura das nuvens ao estudar a microfísica das gotículas individuais. Avanços em radar meteorológico e tecnologia de satélites também permitiram o estudo detalhado das nuvens em grande escala.

## História da física das nuvens
A física moderna das nuvens começou no século XIX e foi descrita em diversas publicações. Otto von Guericke propôs a ideia de que as nuvens eram compostas por bolhas de água. Em 1847, Augustus Waller usou uma teia de aranha para examinar gotículas sob o microscópio. Essas observações foram confirmadas por William Henry Dines em 1880 e Richard Assmann em 1884.

## Formação de nuvens

### Resfriamento do ar até o ponto de orvalho

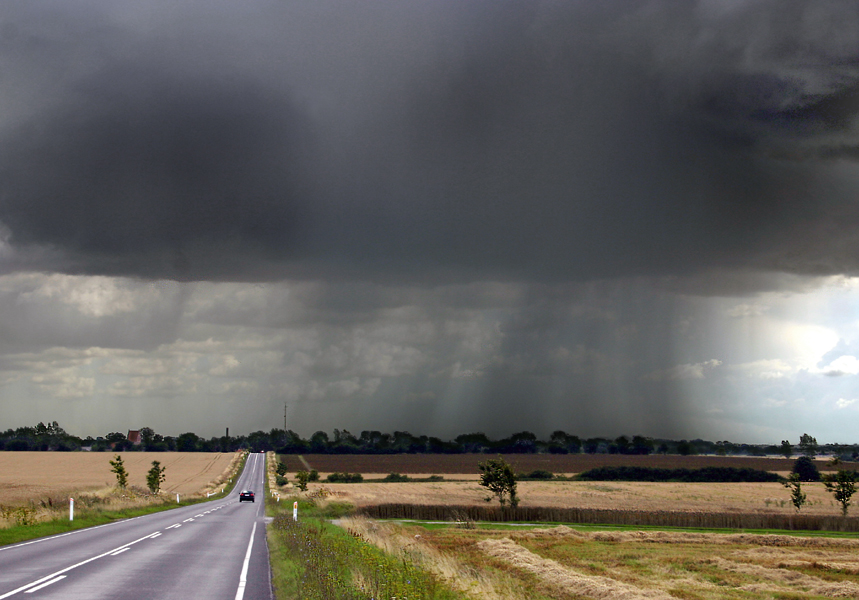
Tempestade de final de verão na Dinamarca. A coloração quase preta da base indica que a nuvem principal em primeiro plano é provavelmente um cumulonimbus.

#### Resfriamento adiabático
À medida que a água evapora de uma superfície terrestre, o ar sobre essa área torna-se úmido. O ar úmido é mais leve do que o ar seco ao redor, criando uma situação instável. Quando uma quantidade suficiente de ar úmido se acumula, todo esse ar sobe como um único pacote, sem se misturar com o ar ao redor. Conforme mais ar úmido se forma ao longo da superfície, o processo se repete, resultando em uma série de pacotes discretos de ar úmido que sobem para formar nuvens.
Esse processo ocorre quando um ou mais dos três agentes de elevação possíveis — ciclônico/frontal, convectivo ou orográfico — faz com que o ar contendo vapor de água invisível suba e resfrie até seu ponto de orvalho, a temperatura em que o ar se torna saturado. O principal mecanismo por trás desse processo é o resfriamento adiabático.
A pressão atmosférica diminui com a altitude, fazendo com que o ar ascendente se expanda em um processo que gasta energia e provoca o resfriamento do ar, levando à condensação do vapor de água em nuvens.
O vapor de água em ar saturado normalmente se adere a núcleos de condensação de nuvens, como partículas de poeira e sal pequenas o suficiente para serem sustentadas pela circulação atmosférica normal. As gotículas de água em uma nuvem têm um raio normal de cerca de 0,002 mm (0,00008 in). Essas gotículas podem colidir e formar gotas maiores, que permanecem suspensas enquanto a velocidade ascendente do ar dentro da nuvem for igual ou superior à velocidade terminal das gotas.
Para nuvens não convectivas, a altitude em que a condensação começa a ocorrer é chamada de nível de condensação elevado (LCL), que determina aproximadamente a altura da base da nuvem. Nuvens convectivas livres geralmente se formam na altitude do nível de condensação convectiva (CCL). O vapor de água em ar saturado geralmente se adere a núcleos de condensação, como partículas de sal pequenas o suficiente para serem sustentadas pela circulação atmosférica. Se o processo de condensação ocorrer abaixo do nível de congelamento na troposfera, os núcleos ajudam a transformar o vapor em pequenas gotículas de água. Nuvens que se formam logo acima do nível de congelamento são compostas principalmente por gotículas super-resfriadas, enquanto aquelas que se condensam em altitudes mais altas, onde o ar é muito mais frio, geralmente assumem a forma de cristais de gelo. A ausência de partículas suficientes para condensação no nível de condensação ou acima dele faz com que o ar ascendente se torne supersaturado, dificultando a formação de nuvens.

##### Elevação frontal e ciclônica
A elevação frontal e ciclônica ocorre em suas manifestações mais puras quando o ar estável, que foi submetido a pouco ou nenhum aquecimento superficial, é forçado a subir em frentes meteorológicas e ao redor de centros de baixa pressão. Frente quentes associadas a ciclones extratropicais tendem a gerar principalmente nuvens cirriformes e estratiformes sobre uma ampla área, a menos que a massa de ar quente que se aproxima seja instável, caso em que nuvens cúmulo-congestus ou cumulonimbus geralmente estarão incorporadas na camada principal de nuvens precipitantes. Frente frias geralmente se movem mais rápido e geram uma linha mais estreita de nuvens que são principalmente estratocumuliformes, cumuliformes ou cumulonimbiformes, dependendo da estabilidade da massa de ar quente logo à frente da frente.

##### Elevação convectiva
Outro agente é o movimento convectivo ascendente gerado pelo significativo aquecimento solar diurno ao nível da superfície ou por uma umidade absoluta relativamente alta. A radiação de ondas curtas emitida pelo Sol é reemitida como radiação de ondas longas ao atingir a superfície da Terra. Esse processo aquece o ar próximo ao solo e aumenta a instabilidade da massa de ar, criando um gradiente de temperatura mais acentuado do calor na superfície ao frio em altitudes elevadas. Isso faz com que o ar suba e resfrie até atingir o equilíbrio de temperatura com o ar ao redor. A instabilidade moderada permite a formação de nuvens cumuliformes de tamanho moderado, que podem produzir chuvas leves se a massa de ar for suficientemente úmida. Correntes de convecção típicas podem permitir que as gotas cresçam até um raio de cerca de 0,015 milímetros antes de precipitarem como chuvas. O diâmetro equivalente dessas gotas é de cerca de 0,03 milímetros
Se o ar próximo à superfície se tornar extremamente quente e instável, seu movimento ascendente pode se tornar bastante explosivo, resultando em nuvens cumulonimbiformes imponentes que podem causar tempo severo. À medida que pequenas partículas de água que compõem a nuvem se agrupam para formar gotas de chuva, elas são puxadas para a terra pela força da gravidade. Normalmente, essas gotas evaporariam abaixo do nível de condensação, mas fortes correntes ascendentes mantêm as gotas suspensas por mais tempo do que normalmente permaneceriam. Correntes ascendentes violentas podem atingir velocidades de até 290 km/h. Quanto mais tempo as gotas de chuva permanecem suspensas, mais tempo elas têm para crescer e eventualmente cair como chuvas intensas.
Gotas de chuva que são transportadas bem acima do nível de congelamento se tornam super-resfriadas a princípio e depois congelam em pequenos granizos. Um núcleo de gelo congelado pode aumentar cerca de 1,3 cm de tamanho ao passar por uma dessas correntes ascendentes, podendo circular por várias correntes ascendentes e descendentes antes de se tornar tão pesado que cai ao solo como granizo grande. Cortar uma pedra de granizo ao meio mostra camadas em forma de cebola, indicando momentos distintos em que passou por uma camada de água super-resfriada. Pedras de granizo com diâmetros de até 18 cm já foram encontradas.
A elevação convectiva pode ocorrer em uma massa de ar instável, longe de qualquer frente. Entretanto, ar muito quente e instável também pode estar presente ao redor de frentes e centros de baixa pressão, frequentemente produzindo nuvens cumuliformes e cumulonimbiformes em concentrações mais ativas devido à combinação de agentes de elevação frontal e convectiva. Assim como na elevação convectiva não frontal, o aumento da instabilidade promove o crescimento vertical das nuvens e eleva o potencial para tempo severo. Em ocasiões comparativamente raras, a elevação convectiva pode ser poderosa o suficiente para penetrar a tropopausa e empurrar o topo das nuvens para a estratosfera.

##### Elevação orográfica
Uma terceira fonte de elevação é a circulação do vento forçando o ar a passar sobre uma barreira física, como uma montanha (elevação orográfica). Se o ar for geralmente estável, nada mais do que nuvens lenticulares se formarão. No entanto, se o ar se tornar suficientemente úmido e instável, chuvas orográficas ou tempestades podem surgir.

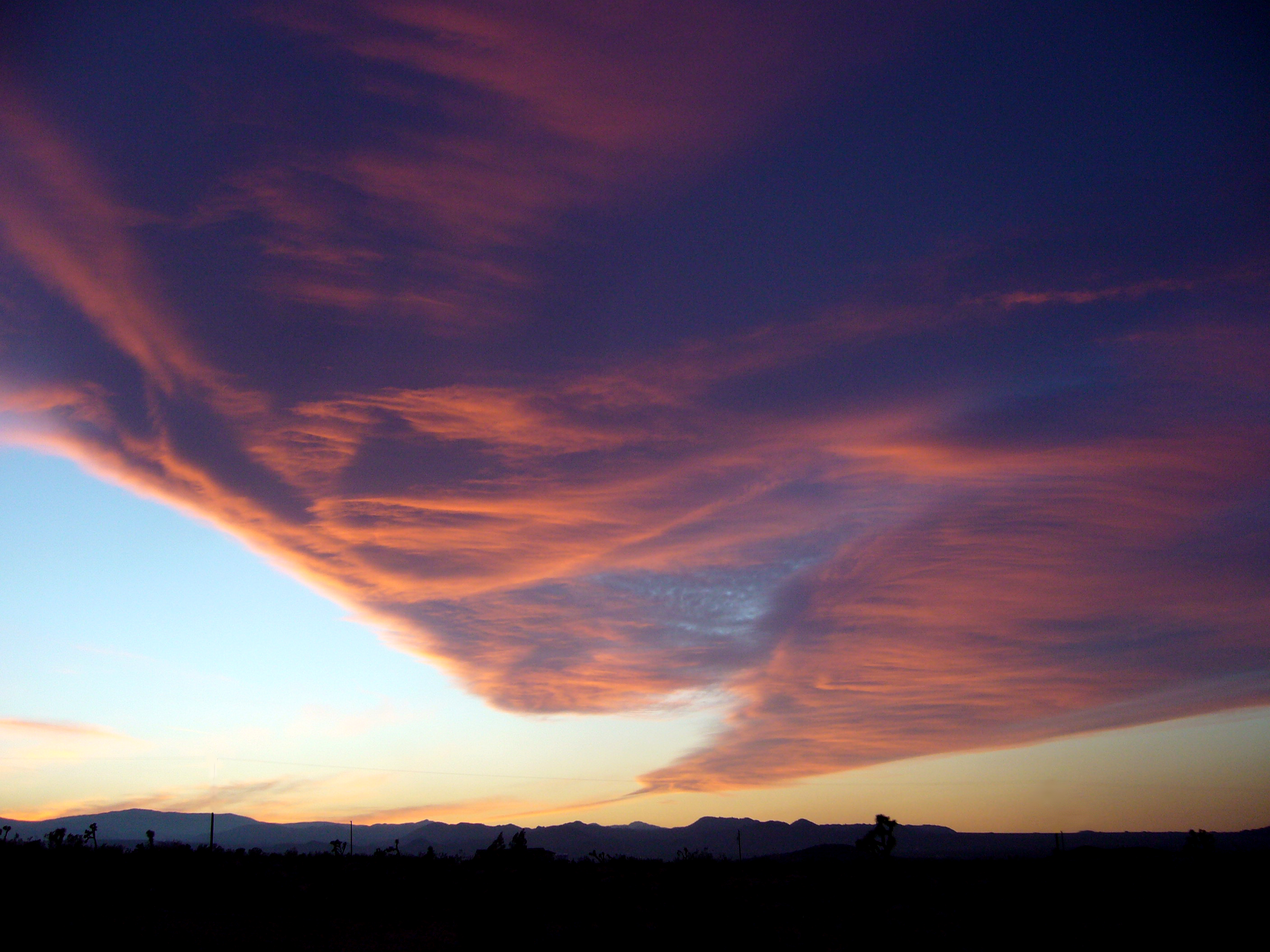
O crepúsculo ventoso ao entardecer, realçado pelo ângulo do Sol, pode visualmente mimetizar um tornado resultante da elevação orográfica

#### Resfriamento não adiabático
Além do resfriamento adiabático que requer um agente de elevação, existem três outros mecanismos principais para abaixar a temperatura do ar até o ponto de orvalho, todos ocorrendo próximos ao nível da superfície e que não requerem nenhuma elevação do ar. O resfriamento condutivo, radiacional e evaporativo podem causar condensação ao nível da superfície, resultando na formação de neblina. O resfriamento condutivo ocorre quando o ar de uma área de fonte relativamente amena entra em contato com uma superfície mais fria, como quando o ar marinho suave se move através de uma área terrestre mais fria. O resfriamento radiacional ocorre devido à emissão de radiação infravermelha, seja pelo ar ou pela superfície subjacente. Esse tipo de resfriamento é comum durante a noite, quando o céu está limpo. O resfriamento evaporativo acontece quando a umidade é adicionada ao ar por meio da evaporação, forçando a temperatura do ar a cair até o bulbo úmido, ou às vezes até o ponto de saturação.

### Adicionando umidade ao ar
Existem cinco principais maneiras pelas quais o vapor d'água pode ser adicionado ao ar. O aumento do conteúdo de vapor pode resultar da convergência dos ventos sobre água ou solo úmido em áreas de movimento ascendente. A precipitação ou virga caindo de níveis superiores também aumenta o conteúdo de umidade. O aquecimento diurno faz com que a água evapore da superfície dos oceanos, corpos d'água ou terras úmidas. A transpiração das plantas é outra fonte típica de vapor d'água. Por fim, o ar frio ou seco que se desloca sobre águas mais quentes se torna mais úmido. Assim como no aquecimento diurno, a adição de umidade ao ar aumenta seu conteúdo térmico e instabilidade, ajudando a desencadear processos que levam à formação de nuvens ou nevoeiro.

### Supersaturação
A quantidade de água que pode existir como vapor em um determinado volume aumenta com a temperatura. Quando a quantidade de vapor d'água está em equilíbrio acima de uma superfície plana de água, o nível de pressão de vapor é chamado de saturação e a umidade relativa é de 100%. Nesse equilíbrio, há um número igual de moléculas evaporando da água e condensando de volta nela. Se a umidade relativa se tornar superior a 100%, isso é chamado de supersaturação. A supersaturação ocorre na ausência de núcleos de condensação.[carece de fontes?]
Como a pressão de vapor de saturação é proporcional à temperatura, o ar frio tem um ponto de saturação mais baixo que o ar quente. A diferença entre esses valores é a base para a formação de nuvens. Quando o ar saturado esfria, não pode mais conter a mesma quantidade de vapor d'água. Se as condições forem adequadas, o excesso de água irá se condensar até que o ponto de saturação inferior seja alcançado. Outra possibilidade é que a água permaneça em forma de vapor, mesmo além do ponto de saturação, resultando em supersaturação.[carece de fontes?]
A supersaturação superior a 1–2% em relação à água raramente é vista na atmosfera, pois normalmente existem núcleos de condensação de nuvens. Graus muito maiores de supersaturação são possíveis em ar limpo e formam a base da câmara de nuvens.
Não existem instrumentos para medir a supersaturação em nuvens.

### Superresfriamento
Gotículas de água frequentemente permanecem em estado líquido e não congelam, mesmo bem abaixo de 0 °C. Núcleos de gelo presentes em uma gota atmosférica tornam-se ativos para a formação de gelo em temperaturas entre 0 °C e -38 °C, dependendo da geometria e composição do núcleo. Sem núcleos de gelo, gotículas de água superresfriada (assim como qualquer água extremamente pura) podem existir até cerca de -38 °C, ponto em que ocorre o congelamento espontâneo.[carece de fontes?]

### Colisão-coalescência
Uma teoria que explica como o comportamento de gotículas individuais em uma nuvem leva à formação de precipitação é o processo de colisão-coalescência. Gotículas suspensas no ar interagem entre si, colidindo e ricocheteando ou combinando-se para formar uma gota maior. Eventualmente, as gotículas se tornam grandes o suficiente para cair na Terra como precipitação. O processo de colisão-coalescência não é uma parte significativa da formação de nuvens, pois as gotículas de água possuem uma tensão superficial relativamente alta. Além disso, a ocorrência de colisão-coalescência está intimamente relacionada aos processos de mistura por entranhamento.

### Processo Bergeron
O principal mecanismo para a formação de nuvens de gelo foi descoberto por Tor Bergeron. O processo Bergeron observa que a pressão de vapor de saturação da água, ou a quantidade de vapor d'água que um determinado volume pode conter, depende do que o vapor está interagindo. Especificamente, a pressão de vapor de saturação em relação ao gelo é menor do que a pressão de vapor de saturação em relação à água. O vapor d'água interagindo com uma gota de água pode estar saturado, a 100% de umidade relativa, mas a mesma quantidade de vapor de água estaria supersaturada ao interagir com uma partícula de gelo. O vapor d'água tentará retornar ao equilíbrio, então o vapor de água excedente se condensará em gelo na superfície da partícula. Essas partículas de gelo acabam se tornando núcleos de cristais de gelo maiores. Esse processo só ocorre em temperaturas entre 0 °C e -40 °C. Abaixo de -40 °C, a água líquida nucleia espontaneamente e congela. A tensão superficial da água permite que a gota permaneça líquida bem abaixo de seu ponto normal de congelamento. Quando isso acontece, forma-se água superresfriada. O processo Bergeron depende da interação da água superresfriada (SLW) com núcleos de gelo para formar partículas maiores. Se houver poucos núcleos de gelo em comparação com a quantidade de SLW, as gotículas não conseguirão se formar. Um processo em que cientistas semeiam uma nuvem com núcleos artificiais de gelo para incentivar a precipitação é conhecido como semeadura de nuvens. Isso pode ajudar a causar precipitação em nuvens que, de outra forma, não choveriam. A semeadura de nuvens adiciona núcleos de gelo artificiais em excesso, o que desloca o equilíbrio de modo que há muitos núcleos em comparação com a quantidade de água superresfriada. Uma nuvem supersemeada formará muitas partículas, mas cada uma será muito pequena. Isso pode ser feito como uma medida preventiva para áreas em risco de tempestades de granizo.[carece de fontes?]

## Classificação de nuvens
As nuvens na troposfera, a camada atmosférica mais próxima da Terra, são classificadas de acordo com a altura em que se encontram e sua forma ou aparência. Existem cinco formas baseadas na estrutura física e no processo de formação. Nuvens cirriformes são altas, finas e delicadas, sendo vistas principalmente nas bordas de distúrbios climáticos organizados. Nuvens estratiformes são não-convectivas e aparecem como camadas extensas que variam de finas a muito espessas, com considerável desenvolvimento vertical. Elas se formam principalmente por elevação em larga escala de ar estável. Nuvens cumuliformes de convecção livre e instável geralmente se apresentam como montes localizados. Nuvens estratocumuliformes de convecção limitada mostram características mistas de cumuliformes e estratiformes, aparecendo como rolos ou ondulações. Nuvens cumulonimbiformes altamente convectivas têm estruturas complexas, frequentemente incluindo topos cirriformes e nuvens acessórias estratocumuliformes.[carece de fontes?]
Essas formas são classificadas cruzadamente por faixa de altitude ou nível em dez tipos gêneros, que podem ser subdivididos em espécies e subtipos menores. Nuvens de nível alto se formam em altitudes de 5 a 12 quilômetros. Todas as nuvens cirriformes são classificadas como de nível alto e constituem, portanto, um único gênero, cirrus. Nuvens estratiformes e estratocumuliformes no nível alto da troposfera têm o prefixo cirro- adicionado a seus nomes, resultando nos gêneros cirrostratus e cirrocumulus. Nuvens semelhantes encontradas no nível médio (faixa de altitude de 2 a 7 quilômetros) levam o prefixo alto-, originando os nomes dos gêneros altostratus e altocumulus.
Nuvens de nível baixo não possuem prefixos relacionados à altura; portanto, nuvens estratiformes e estratocumuliformes situadas em torno de 2 quilômetros ou menos são conhecidas simplesmente como stratus e stratocumulus. Pequenas nuvens cumulus com pouco desenvolvimento vertical (espécie humilis) também são comumente classificadas como de nível baixo.
Montes cumuliformes, nuvens cumulonimbiformes e camadas estratiformes profundas frequentemente ocupam pelo menos dois níveis troposféricos, e os maiores ou mais profundos podem ocupar todos os três níveis. Podem ser classificados como de nível baixo ou médio, mas também são frequentemente caracterizados como verticais ou multiníveis. As nuvens nimbostratus são camadas estratiformes com extensão vertical suficiente para produzir precipitação significativa. Cumulus torreantes (espécie congestus) e cumulonimbus podem se formar desde perto da superfície até alturas intermediárias em torno de 3 quilômetros. Das nuvens verticalmente desenvolvidas, o tipo cumulonimbus é o mais alto e pode abranger praticamente toda a troposfera, desde algumas centenas de metros acima do solo até a tropopausa. É a nuvem responsável por tempestades.
Algumas nuvens podem se formar em níveis muito altos ou extremos acima da troposfera, principalmente sobre as regiões polares da Terra. Nuvens estratosféricas polares são vistas raramente no inverno, em altitudes de 18 a 30 quilômetros, enquanto, no verão, nuvens noctilucentes ocasionalmente se formam em latitudes elevadas, numa faixa de altitude de 76 a 85 quilômetros. Essas nuvens polares apresentam algumas das mesmas formas observadas em altitudes mais baixas na troposfera.
Tipos homosféricos determinados pela classificação cruzada de formas e níveis
| Formas e níveis                 | Estratiforme não-convectivo | Cirriforme principalmente não-convectivo   | Estratocumuliforme convecção limitada | Cumuliforme convecção livre | Cumulonimbiforme convecção forte |
| ------------------------------- | --------------------------- | ------------------------------------------ | ------------------------------------- | --------------------------- | -------------------------------- |
| Nível extremo                   | PMC: véus noctilucentes     | Noctilucentes em ondulações ou redemoinhos | Bandas noctilucentes                  |                             |                                  |
| Nível muito alto                | Ácido nítrico e água PSC    | Cirros nacarados PSC                       | Lenticulares nacarados PSC            |                             |                                  |
| Nível alto                      | Cirrostratus                | Cirrus                                     | Cirrocumulus                          |                             |                                  |
| Nível médio                     | Altostratus                 |                                            | Altocumulus                           |                             |                                  |
| Nível baixo                     | Stratus                     |                                            | Stratocumulus                         | Cumulus humilis ou fractus  |                                  |
| Multinível ou moderado vertical | Nimbostratus                |                                            |                                       | Cumulus mediocris           |                                  |
| Torre vertical                  |                             |                                            |                                       | Cumulus congestus           | Cumulonimbus                     |

Os tipos homosféricos incluem os dez gêneros troposféricos e vários tipos adicionais importantes acima da troposfera. O gênero cumulus inclui quatro espécies que indicam tamanho e estrutura vertical.

## Determinação das propriedades
Satélites são usados para coletar dados sobre propriedades das nuvens e outras informações, como quantidade de nuvens, altura, emissividade em infravermelho, profundidade óptica visível, formação de gelo, tamanho efetivo das partículas tanto líquidas quanto de gelo, além da temperatura e pressão no topo das nuvens.

### Detecção
Conjuntos de dados sobre propriedades das nuvens são coletados por satélites como MODIS, POLDER, CALIPSO ou ATSR. Os instrumentos medem a radiância das nuvens, a partir da qual os parâmetros relevantes podem ser recuperados. Isso geralmente é feito usando a teoria inversa.
O método de detecção baseia-se no fato de que as nuvens tendem a parecer mais brilhantes e frias do que a superfície terrestre. Por causa disso, surgem dificuldades na detecção de nuvens sobre superfícies brilhantes (altamente reflexivas), como oceanos e gelo.

### Parâmetros
O valor de um determinado parâmetro é mais confiável quanto mais satélites medem esse parâmetro. Isso ocorre porque a margem de erros e detalhes negligenciados varia de instrumento para instrumento. Assim, se o parâmetro analisado tiver valores semelhantes para diferentes instrumentos, aceita-se que o valor verdadeiro esteja no intervalo fornecido pelos conjuntos de dados correspondentes.
O Global Energy and Water Cycle Experiment utiliza as seguintes quantidades para comparar a qualidade dos dados de diferentes satélites, com o objetivo de estabelecer uma quantificação confiável das propriedades das nuvens:
- a nebulosidade ou quantidade de nuvens com valores entre 0 e 1
- a temperatura da nuvem no topo da nuvem variando de 150 a 340 K
- a pressão da nuvem no topo, de 1013 a 100 hPa
- a altura da nuvem, medida acima do nível do mar, variando de 0 a 20 km
- a emissividade infravermelha da nuvem, com valores entre 0 e 1, com média global em torno de 0,7
- a quantidade efetiva de nuvens, a quantidade de nuvens ponderada pela emissividade infravermelha da nuvem, com média global de 0,5
- a profundidade óptica (visível) da nuvem, que varia entre 4 e 10
- o caminho da água na nuvem para as fases líquida e sólida (gelo) das partículas
- o tamanho efetivo das partículas da nuvem, tanto para líquido quanto para gelo, variando de 0 a 200 μm

### Formação de gelo
Outra propriedade vital é a característica de formação de gelo em vários tipos de gêneros de nuvens em diferentes altitudes, o que pode ter grande impacto na segurança de voo. As metodologias utilizadas para determinar essas características incluem o uso de dados do CloudSat para análise e obtenção de condições de formação de gelo, localização das nuvens usando dados geométricos e de refletividade, identificação de tipos de nuvens com base em dados de classificação de nuvens e determinação da distribuição vertical da temperatura ao longo da trajetória do CloudSat (GFS).
A faixa de temperaturas que pode dar origem a condições de formação de gelo é definida de acordo com os tipos de nuvens e níveis de altitude:
Nuvens estratocúmulos e estratos de nível baixo podem causar formação de gelo na faixa de temperatura de 0 a -10 °C.
Para altocúmulos e altoestratos de nível médio, a faixa é de 0 a -20 °C.
Nuvens verticais ou de múltiplos níveis, como cúmulos, cumulonimbos e nimboestratos, criam formação de gelo na faixa de 0 a -25 °C.
Nuvens de nível alto, como cirros, cirrocúmulos e cirrostratos, geralmente não causam formação de gelo, pois são compostas principalmente por cristais de gelo mais frios que -25 °C.

### Coesão e dissolução
Existem forças ao longo da homosfera (que inclui a troposfera, estratosfera e mesosfera) que podem impactar a integridade estrutural de uma nuvem. Especula-se que, enquanto o ar permanecer saturado, a força natural de coesão que mantém as moléculas de uma substância unidas possa agir para evitar que a nuvem se desfaça. No entanto, essa especulação apresenta uma falha lógica, já que as gotas de água na nuvem não estão em contato umas com as outras, não satisfazendo, portanto, a condição necessária para que as forças intermoleculares de coesão atuem.
A dissolução da nuvem pode ocorrer quando o processo de resfriamento adiabático cessa e a elevação ascendente do ar é substituída por subsidência. Isso leva a pelo menos algum grau de aquecimento adiabático do ar, o que pode resultar na transformação das gotas ou cristais de nuvem de volta em vapor de água invisível.
Forças mais intensas, como cisalhamento do vento e correntes descendentes, podem impactar uma nuvem, mas essas estão amplamente confinadas à troposfera, onde ocorre praticamente todo o clima da Terra. Uma nuvem cúmulo típica pesa cerca de 500 toneladas métricas, o equivalente ao peso de 100 elefantes.

## Modelos
Existem dois principais esquemas de modelos que podem representar a física das nuvens. O mais comum são os modelos de microfísica em bloco, que utilizam valores médios para descrever as propriedades das nuvens (por exemplo, conteúdo de água da chuva, conteúdo de gelo). Essas propriedades podem representar apenas a primeira ordem (concentração) ou também a segunda ordem (massa).
A segunda opção é utilizar o esquema de microfísica em compartimentos, que mantém os momentos (massa ou concentração) separados para diferentes tamanhos de partículas.
Os modelos de microfísica em bloco são muito mais rápidos do que os modelos em compartimentos, mas são menos precisos.